# Chen Zhen

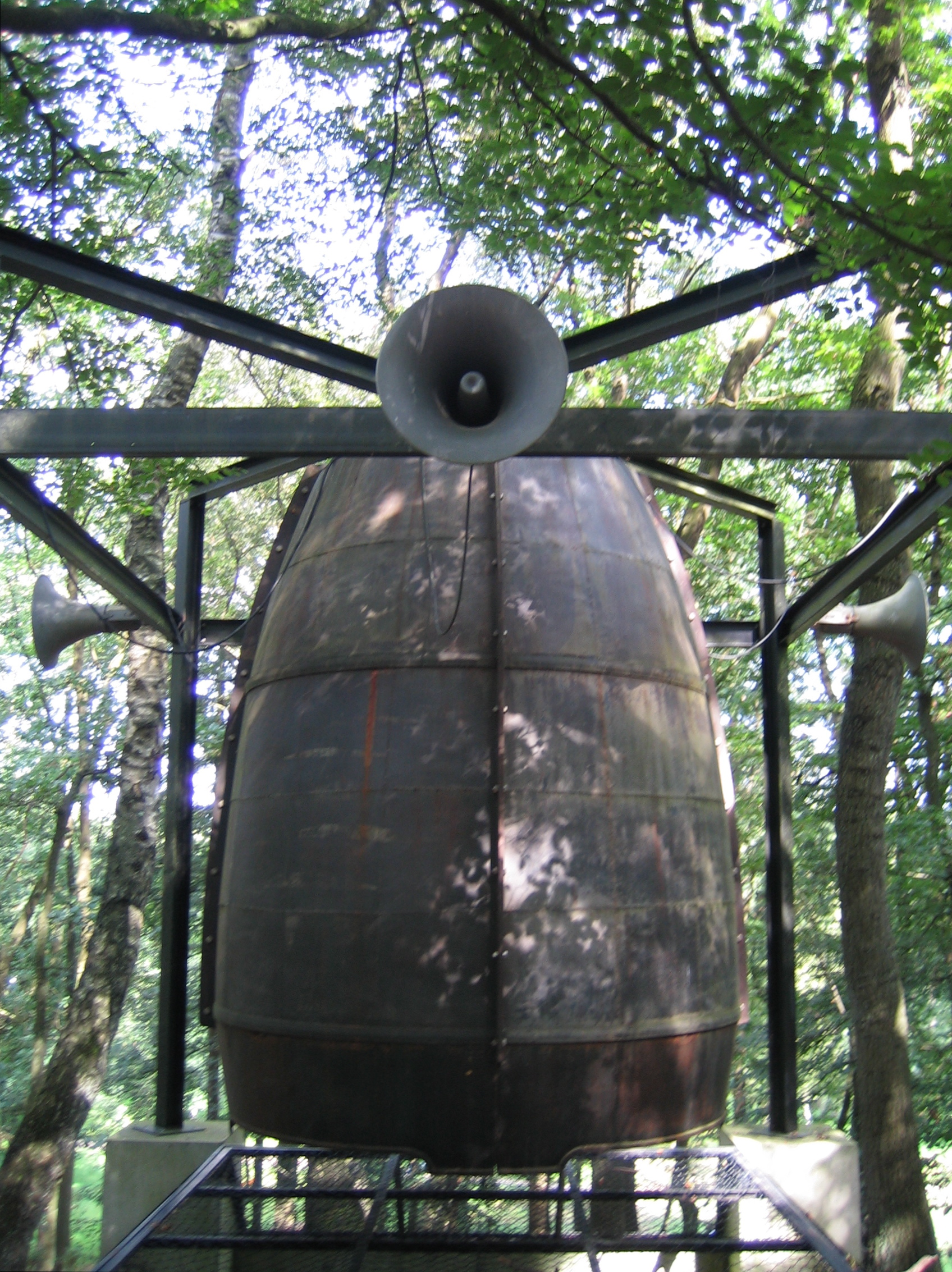
La scultura "Risonanza" di Chen Zhen

Chen Zhen (陈箴; Shanghai, 1955 – Parigi, 13 dicembre 2000) è stato un artista cinese.

## Biografia
Nato a Shanghai nel 1955 da una famiglia di dottori, Chen Zhen è uno dei primi artisti cinesi di installazione. Formatosi culturalmente e artisticamente in Cina durante la rivoluzione culturale, si trasferì nel 1986 a Parigi iniziando così a lavorare in Occidente (principalmente tra la stessa Parigi, Londra, New York e la Toscana) e a miscelare il proprio bagaglio artistico orientale all'arte del vecchio mondo, compresa quella classica in alcune opere.
Abbandonò presto la pittura in favore delle installazioni. Dopo essersi trasferito a Parigi per degli studi di perfezionamento dove inizia ad utilizzare oggetti di uso quotidiano svuotandoli delle loro principali funzioni quindi attribuendo loro dei significati allegorici.
È deceduto nel 2000 all'età di 45 anni a seguito di anemia emolitica autoimmunitaria, malattia che lo accompagnò sin da ragazzo.

### Concept
Le sue opere rispecchiano il rapporto tra Esseri umani - società dei consumi - natura (ricrea uno spazio contemplativo tra l'uomo e la natura). La sua ottica si fonda su un modello di pensiero transculturale (oltre la cultura) concetto da lui descritto come transesperienza ovvero uno spazio trascendentale di contrasti reciproci tra le varie esperienze, questo è rappresentato da tre semplici processi che descrivono il proprio studio della cultura europea:
- Residenza, viaggiare in altri luoghi cercando di comprendere le diverse culture e tradizioni
- Risonanza, trovare una sorta di sincronia con la cultura locale
- Resistenza alle influenze di quella nuova cultura

Questi tre processi Chen Zhen li ha vissuti in prima persona trasferendosi in Europa, entrando in risonanza con l’arte e la cultura occidentale, e quindi cercando di resistere ad essa mantenendo forte il segno della sua cultura d’origine.

### "Transesperienza"
Parigi 1986, abbandona gradualmente la pittura il che costituisce una rinuncia alla sua storia per aprirsi e comprendere meglio le scoperte della nuova cultura europea e non solo. Questa mente "aperta" lo porterà a fare delle esperienze molto importanti che gli permetteranno di riflettere sui valori della vita e del tempo facendolo diventare un "osservatore del mondo".
(Chen Zhen)
Egli ama viaggiare ed interagire con diverse società in contesti atipici e lasciarsi ispirare da esse. Nell'opera My Diary in Shaker Village (1996-1997) in cui l'artista, attraverso 27 quadri-ritratto, racconta la propria esperienza tra la comunità degli shakers del Main. Chen Zhen non divide gli elementi ma li assembla e analizza insieme. Infatti nelle sue opere possiamo vedere una fusione delle culture cinese ed europea, quindi la sua opera ha una funzione di "ponte" tra diverse culture e realtà.

### Un village sans frontières
Chen Zhen trascorre un mese in Brasile realizzando un suo progetto chiamato Beyond the Vulnerability (1999) un vero e proprio paesaggio composto da piccoli edifici, costruiti con candele di cera, realizzati dagli orfani delle favelas di Salvador de Bahia. Queste piccole "case dei sogni" costituiscono un luogo di speranza per i bambini.
Grazie a questo progetto, Chen Zhen realizza Un Village sans frontières (2000). In questo progetto l'artista utilizza la stessa tecnica della "città della speranza" per costruire un "villaggio universale" in cui installa le case di cera su 99 sedie per bambini raccolte in tutto il mondo “Il fatto di utilizzare delle candele (in Cina la candela è simbolo della vita di un uomo) – scriverà – ha un senso particolare: costruire un villaggio senza frontiere, che spetta a noi iniziare, ma la nostra speranza è sempre rivolta alla generazione futura”.

### Cristal Landscape of Inner Body (12 lits), 2000
11 organi umani di cristallo su di una piattaforma di vetro nera che simboleggia la morte. Lo stesso colore che simboleggia anche la pesantezza e si contrappone alla sensibilità, eleganza del cristallo che simboleggia la vita. La sedia rotta sta a significare la vulnerabilità.
Sotto forma di sculture di cristallo il paesaggio interno umano sottolinea l'interscambio tra essere umano e la società, ma rivela il valore della vita e la sua debolezza ed eleganza.

### Zen Garden, 2000
In quest'opera Chen Zhen attraverso il paesaggio interno del corpo, sovrappone due elementi la natura connettiva del Qi (energia vitale secondo la medicina tradizionale cinese) e la natura incompleta della medicina occidentale creando un terreno di dialogo tra il corpo e lo spirito.
Giardino in cui è possibile camminare, guardarsi attorno, è come un micro macro tempio zen come uno spazio contemplativo che Chen cerca di creare in una collina in Toscana.
Le forme richiamano aglii oggetti per operazioni chirurgiche che caratterizzano un contrasto tra bellezza (organi lisci e sensuali) e aggressività in forme lisce e sensuali. gli racconta anche il desiderio di diventare un dottore attraverso l'arte.

### Field of sinergy, 2000
In Field of Sinergy vengono utilizzati alcuni oggetti della vita quotidiana come il letto infantile che sta a rappresentare l'ingenuità umana, Chen Zhen sottolinea il chiaro contrasto con il mondo degli adulti pieno di desideri e contraddizioni alla ricerca di potere e denaro. I letti sono anche oggetti del sogno mentre la teca con i numeri rappresenta la vita adulta, piena di numeri.

### Round table - Side by side 1997
Chen Zhen installa delle sedie provenienti da tutto il mondo nello stesso tavolo ed incide al centro le parole "ETERNO FRAINTENDIMENTO". Con questa opera egli sottolinea il divario tra le società mondiali e la difficoltà di dialogo tra diverse culture. Eterno fraintendimento perché in questa tavola c'è un desiderio di capire la cultura, i desideri e le aspirazioni di diversi popoli ma la distanza fissa tra una sedia ed un'altra lascia intuire che le loro realtà non si potranno mai fondere completamente.
"Solo dopo aver compreso ed essere stati coinvolti nell'occidente si può stabilire il proprio punto di vista. Esplorando il mondo riusciamo a comprendere anche noi stessi."
Le sedie sono sospese da terra per il principio di spiritual character of levity e cioè che il tuo problema non è più pesante di quello degli altri tu devi solo ascoltare i dubbi altrui e insieme trovare una soluzione.

### Back to Fullness, Face to Emptiness, 1997-2009
In "Back to Fullness, Face to Emptiness" [Spalle alla Pienezza, fronte al vuoto], del 1997, esposto ai Giardini in occasione della Biennale di Venezia “Making Worlds" [Fare Mondi]. Lavoro ispirato alle riunioni delle Nazioni Unite, una serie di sedie, provenienti ancora da varie parti del mondo, sono collocate con lo schienale lungo la linea dell’equatore di un globo terrestre (costruito mediante meridiani e paralleli), disposte in modo tale da non far guardare in faccia i partecipanti. Anziché esprimere l’incomprensione, l’artista rimanda a temi buddisti, mentre la scritta al neon rosso coi diritti dell’uomo posta all’interno del globo vuole «reconstruire une terre habitable pour la famille humaine».

### Le produit naturel/Le produit artificel, 1991
In 2 metri cubi di sterco di vacca Chen Zhen fa installare 1400 rose di plastica, con questa opera egli sottolinea il contrasto tra il prodotto artificiale e naturale ma anche il concetto di BELLO/BRUTTO. Infatti, lo sterco di vacca costituisce un prezioso elemento nutritivo importante per le piante quindi per la vita mentre le rose di plastica (prodotto artificiale) non hanno uno scopo così considerevole ma servono solo ad abbellire. Se invece analizziamo il contrasto bello/brutto Il modo di dire cinese “fiore piantato nello sterco” è un’espressione molto utilizzata in Cina per prendersi gioco di una bella donna che sposa un uomo brutto.